# Mala Ivanča
Mala Ivanča (em cirílico:Мала Иванча) é uma vila da Sérvia localizada no município de Sopot, pertencente ao distrito de Belgrado, nas regiões de Šumadija e Kosmaj. A sua população era de 1071 habitantes segundo o censo de 2002.

## Demografia
| 1948  | 1953  | 1961  | 1971  | 1981  | 1991  | 2002  |
| ----- | ----- | ----- | ----- | ----- | ----- | ----- |
| 1 998 | 2 069 | 2 274 | 2 071 | 2 061 | 1 857 | 1 701 |